# Jochen Neuffer
Jochen Neuffer (* 1982 in Tübingen) ist ein deutscher Komponist, Arrangeur, Dirigent und Pianist.

## Leben und Wirken
Neuffer studierte an der Staatlichen Hochschule für Musik und Darstellende Kunst Stuttgart und erhielt dort Klavierunterricht bei Maria Sofianska, Hans-Peter Stenzl und Ull Möck. Jazz-Komposition und Arrangement studierte er bei Frank Sikora und Rainer Tempel, Dirigieren bei Dieter Kurz.
Als Dirigent und Arrangeur war er bereits für folgende Künstler tätig: Robbie Williams, Gregory Porter, Lalah Hathaway, Lisa Fischer, Donny McCaslin, Mark Guiliana, José James, Cory Wong, Roberto Fonseca, Ledisi, Jazzmeia Horn, Lianne La Havas, Trijntje Oosterhuis, Thomas Dybdahl, Helen Schneider, Lilian Vieira.
Als Komponist, Arrangeur und Dirigent arbeitete er für folgende Ensembles: Metropole Orkest, Heritage Orchestra, The Quincy Jones Orchestra, BBC Symphony Orchestra, Netherlands Chamber Orchestra, WDR Big Band, SWR Big Band, BBC Proms, Big Band der Bundeswehr. Zudem war er langjähriger Arrangeur des Friedrichsbau Varieté Stuttgart. Von 2010 bis 2017 betreute er am Apollo Theater in Stuttgart als Dirigent Produktionen für Disney, Cameron Mackintosh und Udo Jürgens.
Gemeinsam mit der Tobias Becker Bigband veröffentlichte er im Jahr 2018 das Album “Augmented Reality” mit originalen Kompositionen für Bigband. Das Album erhielt bei seiner Veröffentlichung zahlreiche positive Kritiken.
Im Sommer 2018 war er Musikalischer Leiter der Orchester-Tournee von Bryan Ferry, bei der er das Metropole Orkest dirigierte.
Für die BBC Proms 2019 orchestrierte er das Konzert “Prom 45: Mississippi Goddam - A Homage to Nina Simone”, bei dem Lisa Fischer und Ledisi gemeinsam mit dem Metropole Orkest unter der Leitung von Jules Buckley auftraten. Das Konzert erhielt durchweg hervorragende Kritiken. Ebenfalls für die BBC Proms arrangierte er die Konzerte von Moses Sumney (“Moses Sumney Meets Jules Buckley and the BBC Symphony Orchestra”, 2021) und von Shélea (“Prom 47: Aretha Franklin – Queen of Soul”, 2022).
Im Rahmen des Amsterdam Dance Event (ADE) im Oktober 2019 dirigierte er das Jubiläumskonzert “Our Story – Celebrating 15 Years of Tomorrowland” im Ziggo Dome in Amsterdam, wo er gemeinsam mit dem Metropole Orkest unter anderem die DJs Armin van Buuren, Steve Aoki, Tiësto und Afrojack begleitete. Im Herbst 2021 war er als Dirigent mit dem Metropole Orkest abermals beim ADE zu Gast und bestritt gemeinsam mit dem niederländischen Elektronik-Duo Weval das Eröffnungskonzert.
Für das Robbie Williams Album “XXV”, das am 9. September 2022 veröffentlicht wurde, orchestrierte er die Hits “Rock DJ”, “The Road to Mandalay” und “ Supreme” neu für Orchester.
Neuffer lebt und arbeitet in Berlin.

## Diskographie (Auswahl)
- Jochen Neuffer & Tobias Becker Bigband “Augmented Reality” (Neuklang, 2018)[6] – Komponist, Dirigent, Produzent
- Jacob Collier, Metropole Orkest, Jules Buckley “Djesse Vol. 1” (Decca, 2018)[10] – Additional Conductor
- Hardwell & Metropole Orkest present “Symphony - The Global Revolution of Dance” (Nomobo, 2019)[11] – Arrangeur
- Quincy Jones “A Musical Celebration” (Arte France - Sombrero & Co., 2019)[12] – Arrangeur
- Cory Wong & Metropole Orkest “Live in Amsterdam” (Cory Wong Music, 2020)[13] – Arrangeur
- Metropole Orkest Studio Sessions – "Dutch Jazz Jam Vol. I" (Metropole Orkest, 2021) – Conductor, Arranger
- Ledisi “Ledisi sings Nina” feat. Lisa Fischer, Lizz Wright & Alice Smith (BMG, 2021) – Arranger
- Metropole Orkest Studio Sessions – “World Tour - Cuba” (Metropole Orkest, 2021) – Conductor, Arranger
- Metropole Orkest Studio Sessions – “Dutch Soul Jam” (Metropole Orkest, 2021) – Conductor, Arranger
- Pete Tong & Friends – “Ibiza Classics” (Ministry of Sound Recordings, 2021) – Arranger
- Heritage Orchestra, Jules Buckley, Ghost-Note – “The Breaks” (Universal Music, Decca, 2021) – Arranger
- Paul Weller with Jules Buckley & the BBC Symphony Orchestra “An Orchestrated Songbook” (Universal Music, Polydor, 2021) – Arranger
- Robbie Williams “XXV” (Columbia Records, 2022) – Arranger
- Thomas Dybdahl "That Great October Sound (20th Anniversary Deluxe Edition)” (V2 Records, 2022) – Conductor